# 斯韦什塔里的色雷斯人墓
斯韦什塔里的色雷斯人墓位于保加利亚东北部的拉兹格勒州斯韦什塔里村（州首府拉兹格勒市东北42公里）以南2.5公里。

## 概况

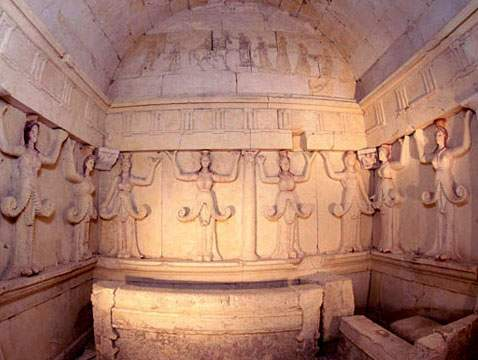
墓室内景

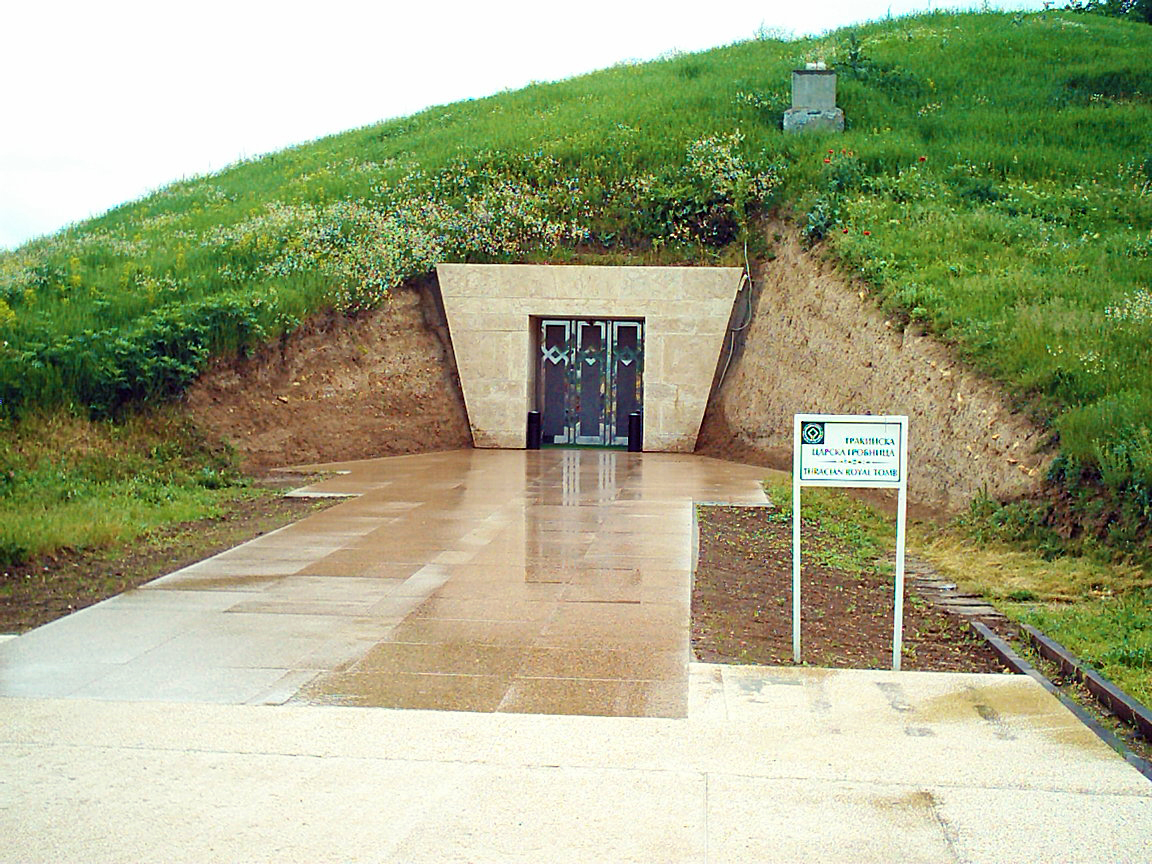
墓穴入口处

这个墓葬可以回溯至公元3世纪，属于色雷斯人的一支盖塔人，于1982年在山丘中被发现。斯韦什塔里坟墓的墓葬结构反映了当时色雷斯人的基础建筑结构原理，以半人身半植物的女像柱和墙壁彩绘为建筑装饰也非常独特。墓室中女性形象的浮雕和拱顶上的弦月窗在色雷斯地区都是第一无二的。该遗址显著地说明了古色雷斯文化与希腊化文明、许珀耳玻瑞亚发生过交流。1985年，斯韦什塔里的色雷斯人墓被列入联合国教科文组织的世界遗产目录。

## 相关文献
- Alexander Fol, M. Čičikova, T. Ivanov, T. Teofilov: The Thracian Tomb near the Village of Sveshtari, Sofia 1986.
- Alexander Fol: "Die thrakische Orphik oder Zwei Wege zur Unsterblichkeit", in: Die Thraker. Das goldene Reich des Orpheus, Ausstellung 23. Juli bis 28. November 2004, Kunst- und Ausstellungshalle der Bundesrepublik Deutschland. Philipp von Zabern, Mainz 2004, p. 177-186.